# 3560 Chenqian
A 3560 Chenqian (ideiglenes jelöléssel 1980 RZ2) a Naprendszer kisbolygóövében található aszteroida. A Bíbor-hegyi Obszervatórium fedezte fel 1980. szeptember 3-án.